# Trebouxia
Trebouxia je rod řas z řádu Microthamniales. Je známa zejména jako součást (tzv. fotobiont) až 2/3 všech lišejníků . Je jednobuněčná, buňky mají 10-15 μm v průměru. Chloroplasty mají uprostřed jen jediný pyrenoid.